# Hrdlív
Hrdlív (Duits: Herdliw of Hirlewa) is een Tsjechische gemeente in de regio Midden-Bohemen, en maakt deel uit van het district Kladno. Het dorp ligt op 4 km afstand van Slaný en op 7 km afstand van de stad Kladno.
Hrdlív telt 514 inwoners (2023).

## Geschiedenis
De eerste vermelding van het dorp dateert van 1316, toen de achternaam Michal van Hrdlíva werd opgetekend. Hij was waarschijnlijk de eigenaar van een hoeve in het dorp. In de jaren erna kwam het dorp in handen van de adel. Naast het adellijke bezit was er ook sprake van kerkelijk bezit in het dorp, daar in 1345 uit de nalatenschap van de provoost van het kapittel van Praag bleek dat een deel van Hrdlív werd geschonken aan de Sint-Vituskerk van het Kasteel van Praag. De kerkelijke bezittingen in Hrdlív bestonden onder meer uit het landgoed Budenice, dat in 1334 van Bohuslav van Rožďalovice werd aangekocht door Jan van Dražice, de bisschop van Praag. Tot aan de Hussietenoorlogen bezat de provoost van Roudnice de heerlijke rechten op het dorp.
Na de Hussietenoorlogen, in 1420, kwam Hrdlív in het bezit van keizer Sigismund, die een deel van het dorp aan Jan en Václav van Račiněvs schonk. Uit een akte uit 1463 van keizer Sigismund blijkt dat het dorp deels in handen was van de Sint-Vituskerk in Praag en deels in het bezit van de adel, te weten Mikuláš van Hrdlíva, zijn vrouw Bořita van Martinic en zijn zonen Markvart en Jan. In 1479 moesten zij echter een deel van het verworven eigendom afstaan aan de eigenaar van het andere deel van het dorp, de Sint-Vituskerk in Praag. In 1536 kwam heel Hrdlív in handen van de adellijke familie Martinic. De familie Martinic bleef tot 1789 eigenaar, toen de mannelijke familieleden (die als enige het erfrecht bezaten) om het leven werden gebracht door František Karel.
In 1850 kwam er een eind aan het feodalisme, waarna Hdrlív bij Slaný werd ingedeeld. Sinds 1960 is Hrdlív een zelfstandige gemeente binnen het district Kladno.

## Voorzieningen
Hrdlív beschikt over een kleuterschool. Verder zijn er twee horecagelegenheden in het dorp en een volkstuin. In het centrum van het dorp staat een groot sportcomplex met een buitenvoetbalveld, atletiekbaan, geasfalteerde tennisbaan, speeltuin en een waterreservoir dat gebruikt wordt als zwembad.

## Verkeer en vervoer

### Autowegen
Weg II/118 loopt door de gemeente en verbindt Hrdlív met Kladno en Slaný.

### Spoorlijnen
Er is geen station in het dorp. Het dichtstbijzijnde station is Slaný, op 3 km afstand. Dat station ligt aan spoorlijn 110 Kralupy nad Vltavou - Louny.

### Buslijnen
Er halteren twee buslijnen in het dorp:
- Lijn 322 Slaný - Praag (vervoerder: Arriva, als onderaannemer van ČSAD MHD Kladno);
- Lijn 587 Slaný - Libušín (vervoerder: ČSAD Slaný).

## Bezienswaardigheden
- Dorpskapel

## Galerij

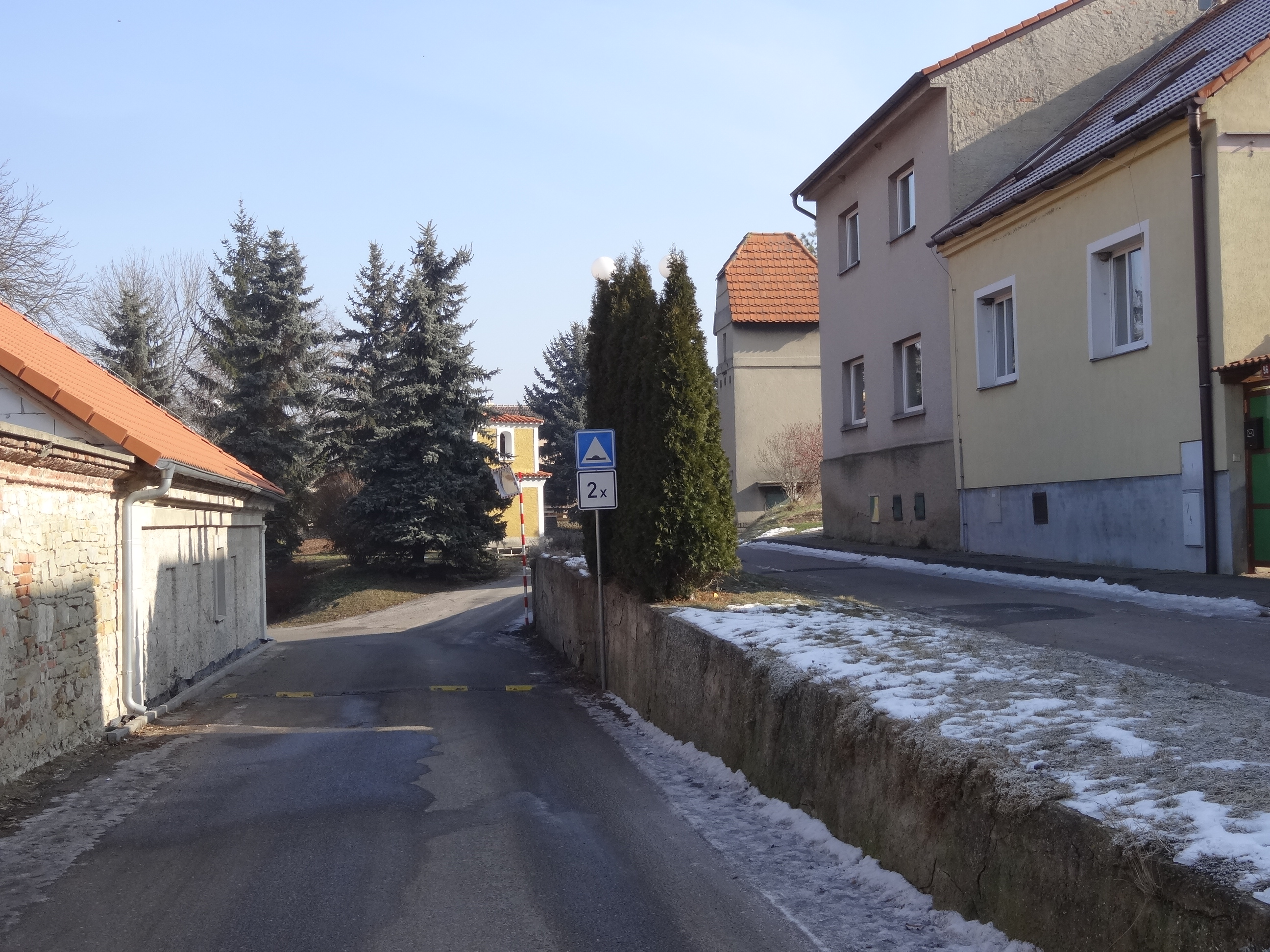
Straat in het dorp
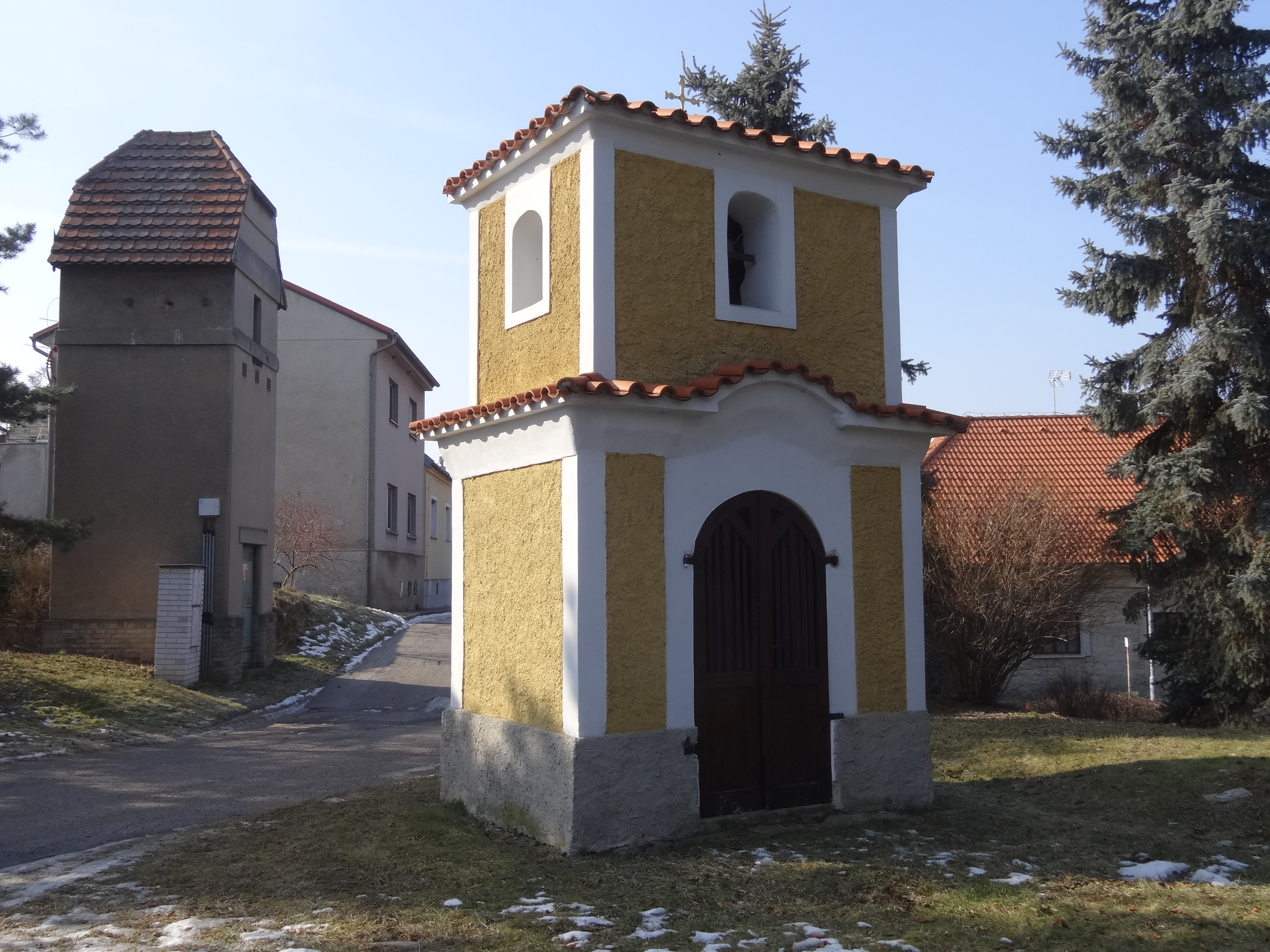
Dorpskapel
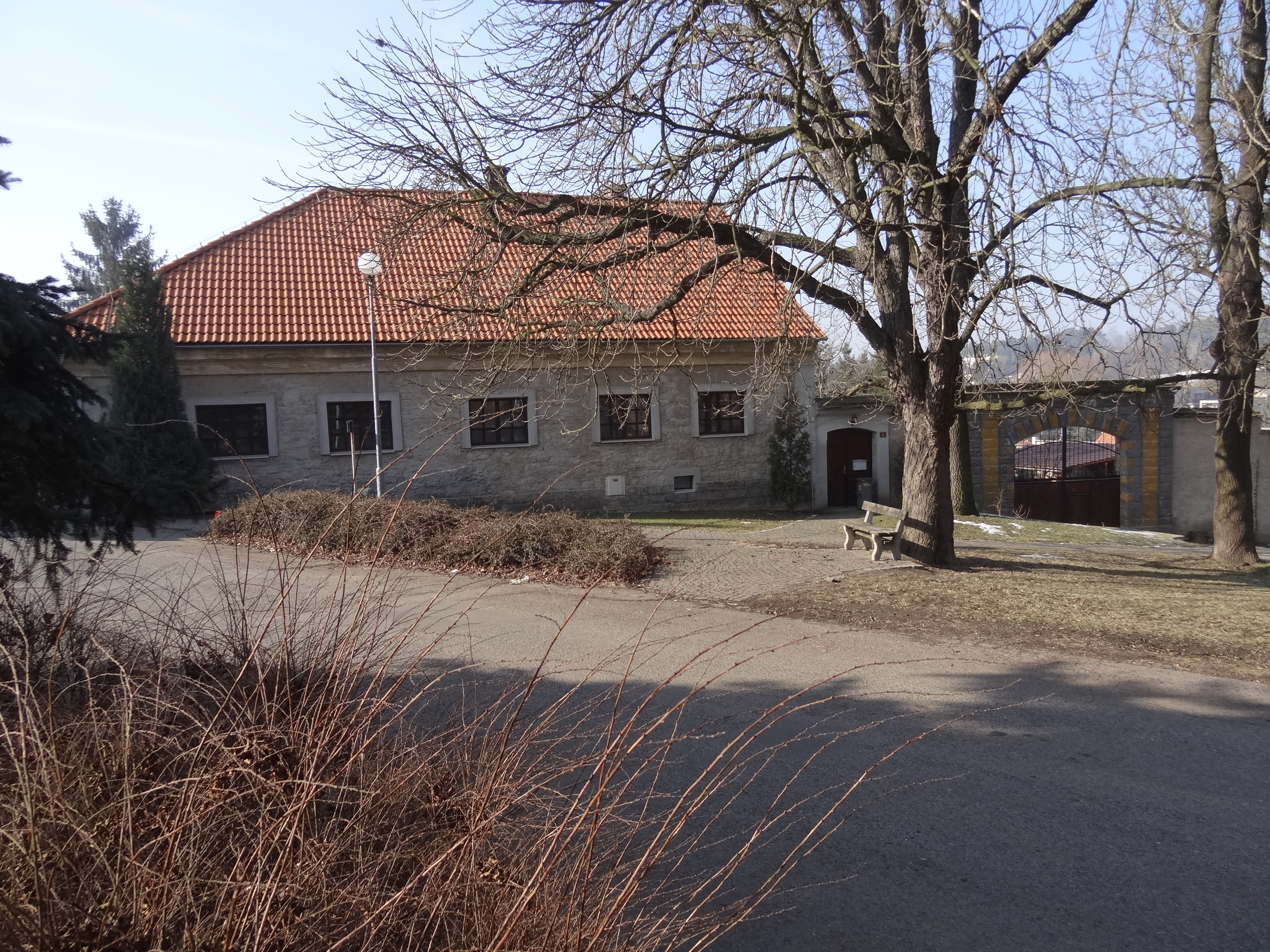
Boerderij in het dorp
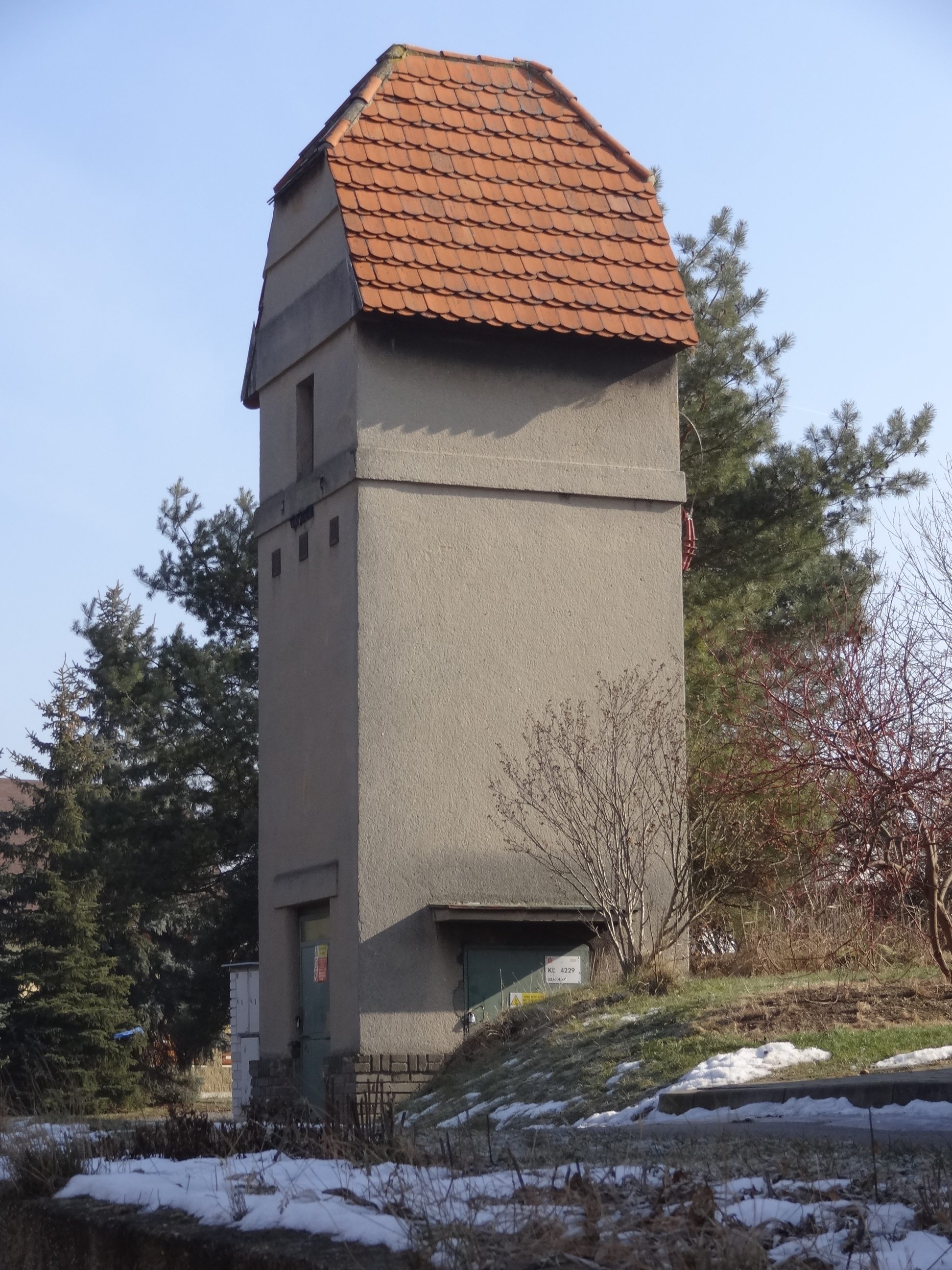
Transformatorhuisje (-toren)
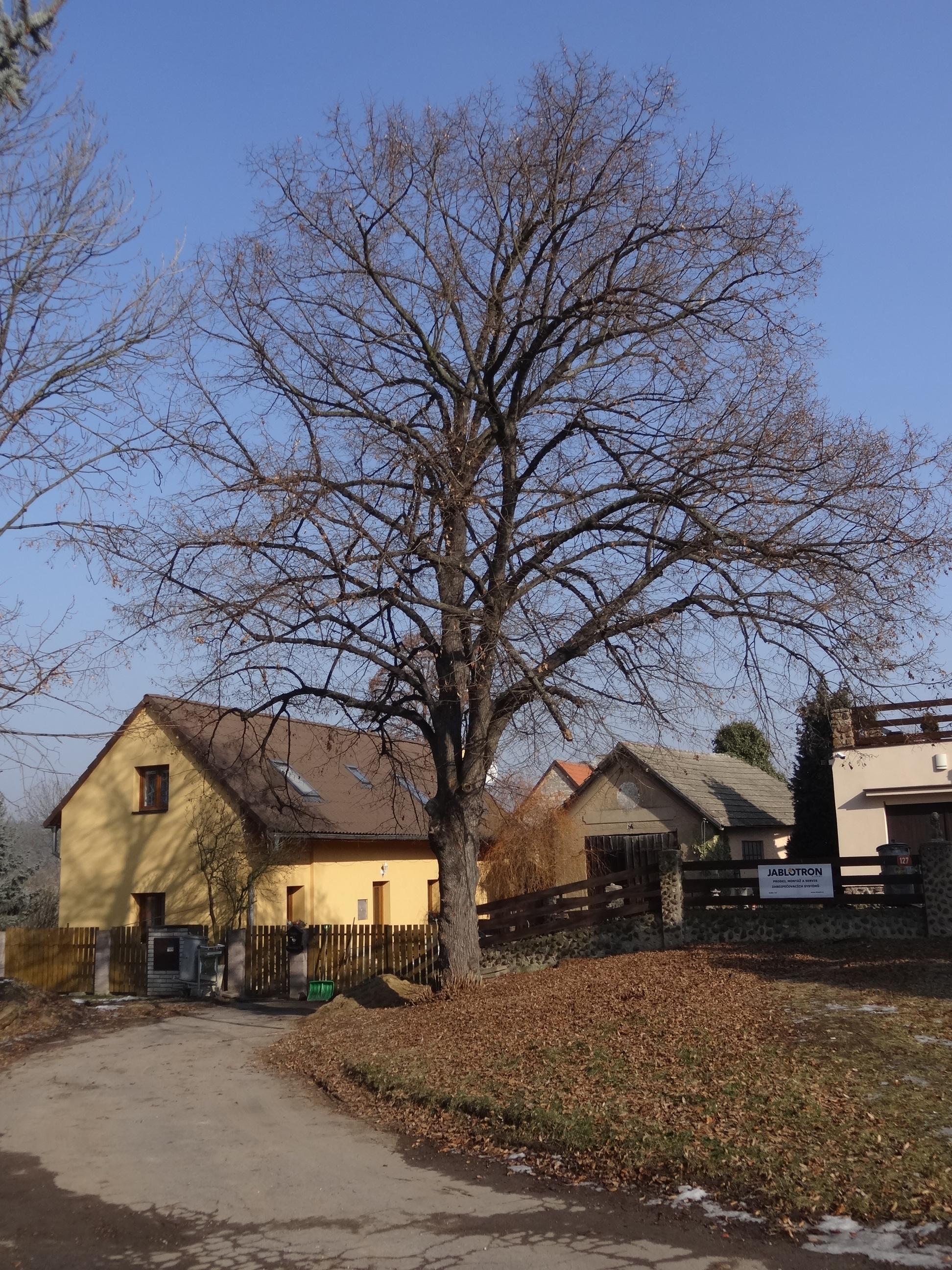
Huis in het dorp
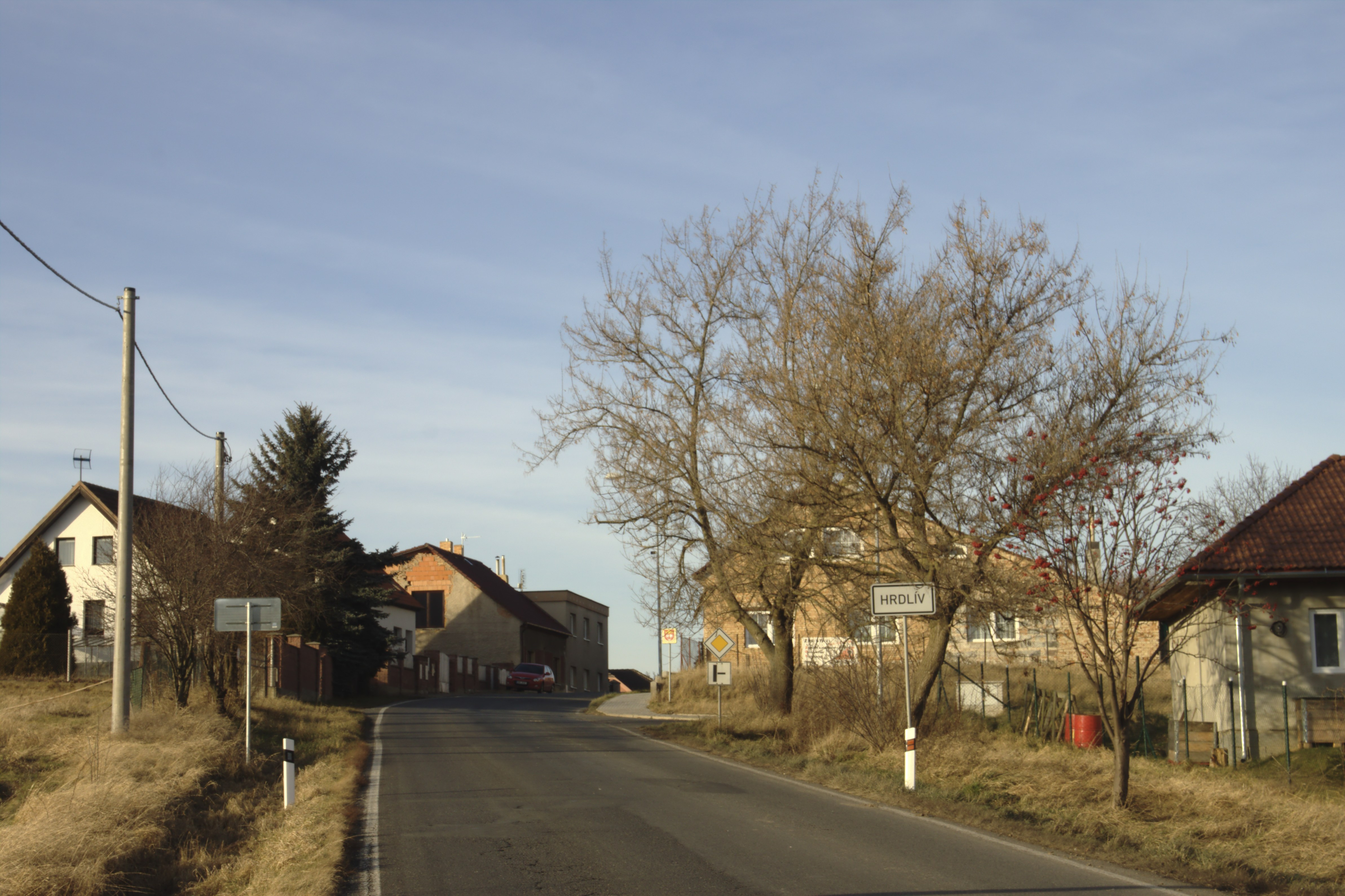
Toegangsweg tot het dorp
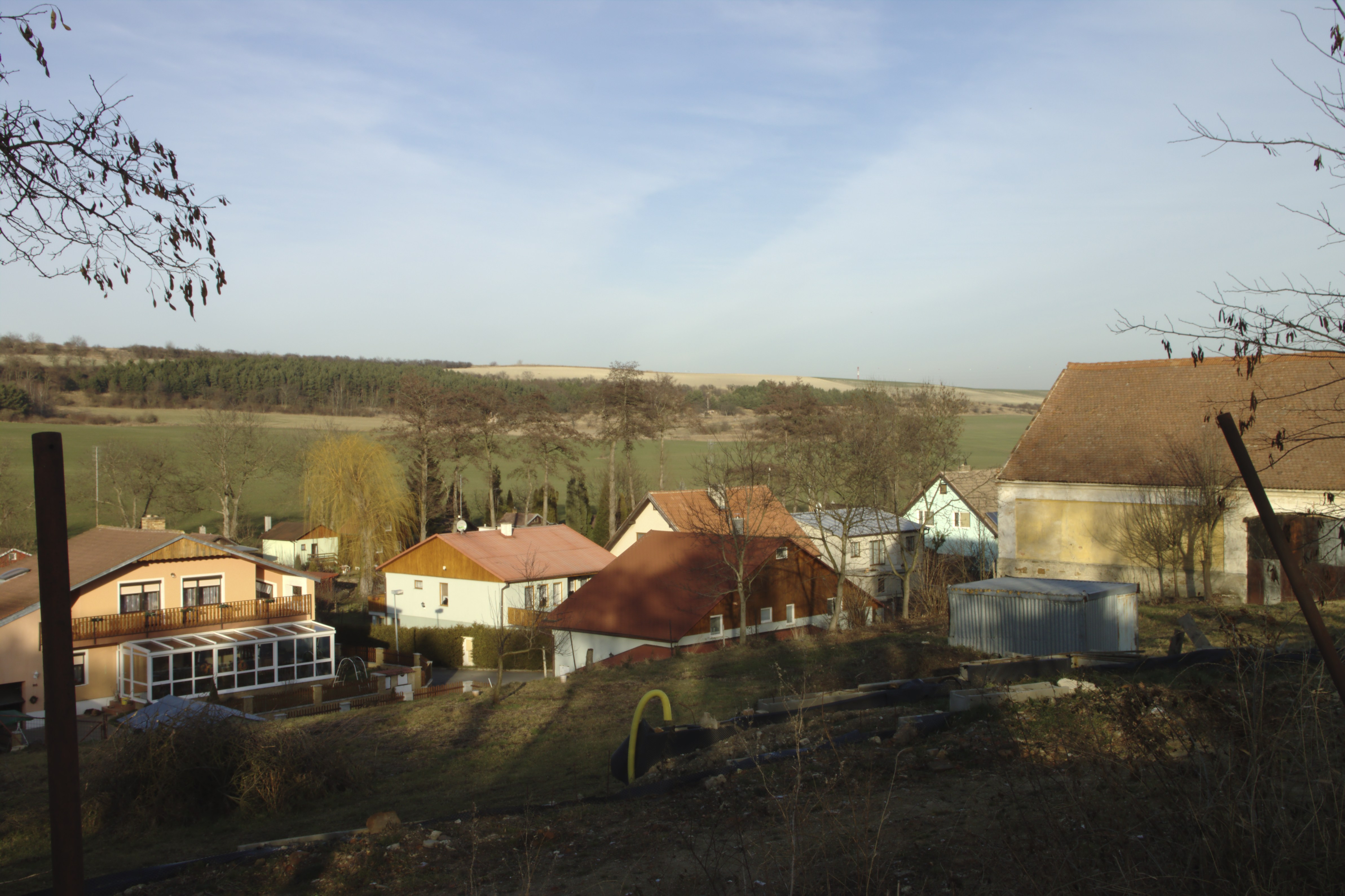
Huizen aan de rand van het dorp